# Simon Schoch
Simon Schoch (* 7. Oktober 1978 in Winterthur) ist ein ehemaliger Schweizer Snowboarder.
Bei den Snowboard-Weltmeisterschaften 2003 gewann er Silber im Parallel-Riesenslalom und Bronze im Parallelslalom. Bei den Olympischen Winterspielen 2006 in Turin gewann er im Parallel-Riesenslalom Silber hinter seinem Bruder Philipp Schoch. Bei der WM 2007 in Arosa holte er die Goldmedaille, diesmal vor seinem Bruder. Nach den Olympischen Winterspielen 2014 in Sotschi trat er zurück. Zurzeit lebt er in Fischenthal (Kanton Zürich).

## Erfolge
- WM-Silbermedaille im Parallelslalom in La Molina 2011
- WM-Goldmedaille im Parallelslalom in Arosa 2007
- Olympia-Silbermedaille im Parallel-Riesenslalom in Turin 2006
- WM-Silbermedaille im Parallel-Riesenslalom in Kreischberg 2003
- WM-Bronzemedaille im Parallelslalom in Kreischberg 2003
- Schweizer Meister im Parallelslalom 2003

### FIS-Weltcup
- 1. Rang Weltcup Parallelslalom in Nendaz 2006
- 1. Rang Weltcup Parallel-Riesenslalom in Le Relais 2005
- 1. Rang Weltcup Parallel-Riesenslalom in Serre Chevalier 2003